# Pratt & Whitney JT8D
Pratt & Whitney JT8D je dvouproudový motor s nízkým obtokovým poměrem (0,96 až 1), který firma Pratt & Whitney představila v únoru 1963 během prvního letu dopravního letounu Boeing 727. Šlo o modifikaci proudového motoru Pratt & Whitney J52, který poháněl např. námořní útočný letoun A-6 Intruder nebo útočný letoun A-4 Skyhawk. Standardní rodinu motorů JT8D zahrnuje osm modelů s rozsahem tahu od 12 250 do 17 400 lbf (62 až 77 kN). 
Poháněly letouny Boeing 727, 737-100/200 a DC-9. Aktualizovaná serie JT8D-200, pokrývající tah 18 900 až 21 000 liber (84 až 93 kN), pohání MD-80 a přebudovaný letoun Super 27.
Varianta s přídavným spalováním Volvo RM8 byla vyráběna v licenci ve Švédsku pro stíhací letoun Saab 37 Viggen.  Pratt & Whitney také prodává statické verze jako pohonnou jednotku i verze pro pohon lodí označená FT8.

## Specifikace (JT8D-219)

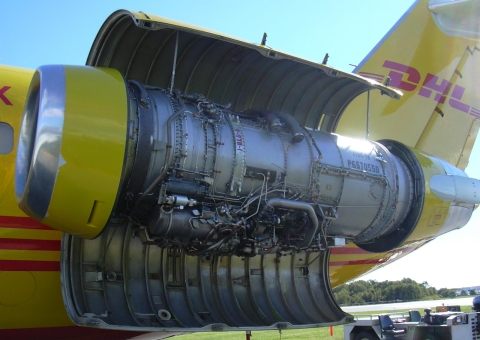
Motor JT8D na letounu DC-9 společnosti DHL na letišti v Portlandu v Maine v roce 2004

Data: PW

### Technické údaje
- Typ: dvouhřídelový dvouproudový motor s nízkým obtokovým poměrem
- Průměr: 1,25 m (dmychadlo)
- Délka: 3,91 m
- Hmotnost suchého motoru: 2 150 kg

### Součásti
- Kompresor: axiální, 1 dmychadlo, 5 nízkotlakých stupňů, 7 stupňů vysokotlakého kompresoru
- Turbína: 1 vysokotlaký stupeň, 3 nízkotlaké stupně

### Výkony
- Maximální tah: 93,4 kN
- Celkový poměr stlačení:19,4
- Měrná spotřeba paliva:  0,744 kg/daN.h
- Poměr tah/hmotnost: 4,43